# Бхарели
Бхарели (в верховье Каменг; англ. Kameng, ассам. কামেং নদী) — река в северо-восточной части Индии, в штатах Ассам и Аруначал-Прадеш. Один из крупнейших притоков реки Брахмапутра.
Берёт начало в округе Таванг, вытекая из ледникового озера ниже снеговой шапки горы Гори-Чен, расположенной на границе с Китаем. Далее протекает через округ Западный Каменг (Аруначал-Прадеш) и округ Сонитпур (Ассам). Впадает в Брахмапутру недалеко от города Тезпур. Длина реки составляет 264 км; площадь бассейна — 11 843 км².
Формирует границу между округами Западный Каменг и Восточный Каменг, а также между заповедниками Игленест и Сесса (на западе) и тигриным заповедником Пакке (на востоке). Холмы Дафла расположены к востоку от реки Каменг, а холмы Ака (дом народа ака) — к западу. Основные притоки: Типпи, Тенга, Бичом и Диранг-Чу.